# Yuzo Minami
Yuzo Minami (født 17. november 1983) er en tidligere japansk fodboldspiller.
Han har spillet for flere forskellige klubber i sin karriere, herunder Ehime FC.